# Saturday Night Live
Saturday Night Live (abreviado como SNL) es un late show estadounidense creado por Lorne Michaels y desarrollado por Dick Ebersol. El programa fue estrenado por la cadena de televisión terrestre National Broadcasting Company (NBC) el 11 de octubre de 1975, con el título original NBC's Saturday Night. El programa revolucionó la televisión en los años 1970 con su combinación de sketches, comedia, variedades, actores, músicos, e invitados especiales. Ha sido una gran cantera generadora de talentos para varios guionistas, actores, escritores, productores y cantantes. Durante 50 años ha presentado personajes locos, situaciones humorísticamente extrañas, parodias de los presidentes y políticos de turno, sarcásticas burlas a celebridades contemporáneas de la música y del cine y shows musicales en vivo. Su reparto se compone de miembros repertorios, también conocidos como The Not Ready for Prime-Time Players (el nombre del reparto original del programa, que viene a significar «La compañía no apta para las horas de máxima audiencia») y nuevos miembros quienes se conocen como The Featured Players («La compañía destacada»).
Michaels dejó el programa en 1980 para explorar otras oportunidades y fue reemplazado por Jean Douminian, quien llevó el programa a críticas desastrosas y fue sustituida por Ebersol tras una sola sola temporada. Ebersol continuó produciendo el programa hasta 1985, cuando Michaels regresó a la posición de productor ejecutivo, que ha mantenido hasta ahora. Muchos miembros del reparto de SNL han logrado estrellato nacional y avanzado al éxito independiente en el cine y en la televisión, tanto delante como detrás de la cámara. En particular, SNL ha ayudado a lanzar las carreras de Steve Martin, Dan Aykroyd, John Belushi, Chevy Chase, Julia Louis-Dreyfus, Robert Downey Jr., Jimmy Fallon, Will Ferrell, Tina Fey, Eddie Murphy, Chris Rock, Bill Murray, Mike Myers, Tracy Morgan, Ben Stiller y Adam Sandler. Además, otras personas que anteriormente estaban asociadas con el programa como escritores han avanzado a carreras exitosas, incluyendo Conan O'Brien, Max Brooks, Stephen Colbert, Larry David, Al Franken, Sarah Silverman y Robert Smigel.
Grabado en la sede de la NBC en el Edificio GE desde su primer programa, Saturday Night Live se ha convertido en una institución sólida y prolífica de la televisión estadounidense, con 976 episodios emitidos durante el lapso de 50 temporadas en octubre de 2024, y muchos premios recibidos a lo largo de sus cuatro décadas en el aire, incluyendo 95 premios Primetime Emmy, dos premios Peabody, y tres premios WGA. En 2000, el programa fue incluido en el Salón de la Fama de la National Association of Broadcasters. En 2002 fue honrado por TV Guide como el décimo mejor programa de televisión de todos los tiempos, y en 2007, fue listado por la revista Time como uno de los 100 mejores programas de televisión de todos los tiempos. Varios sketches del programa se han adaptado como largometrajes, incluyendo The Blues Brothers en 1980 y Wayne's World en 1992.
Siguiendo el éxito de Saturday Night Live en Estados Unidos, se han creado versiones extranjeras del programa en otros países. En España, por ejemplo, una versión efímera del programa se estrenó el 5 de febrero de 2009 por la cadena de TV Cuatro en colaboración con la productora Globomedia, pero acabó siendo cancelada después de solo unos cuantos episodios;. En Italia hay una versión más exitosa que copia el formato original pero utiliza material que no ha sido usado en la versión estadounidense. También hay una versión en Japón desde junio de 2011, con una duración de 45 minutos y un presentador permanente.

## Formato
El programa cuenta con su propio formato. Usualmente suele consistir en por una parte un artista invitado y por otra un cantante o banda musical invitado. Al principio del programa se presenta un sketch "cold open" centrado en un tema específico (usualmente una noticia política), que termina con la proclamación famosa "Live from New York, it's Saturday Night!" ("¡En vivo, desde Nueva York, es sábado por la noche!") Esto es seguido por la introducción del programa, en la cual se presentan cada uno de los actores principales, el artista invitado, y el cantante o banda musical invitado. Seguidamente el artista invitado se presenta ante el audiencia con un monólogo humorístico. Después de esto, el programa continúa con varios sketches que varían de un programa a otro. Entre los más destacados se encuentra una parodia a un noticiero (llamado "Weekend Update") que presenta noticias reales y/o ficticias de forma sarcástica e hilarante y parodias hacia anuncios publicitarios, entre otros. A la mitad del programa el artista invitado presenta al show musical que será interpretado por el cantante o banda invitada. Al final del programa el artista invitado despide el programa, y tanto los actores principales como los invitados se abrazan y saludan a las cámaras mientras transcurren los créditos.

### Concepto y creación
Desde 1965 hasta septiembre de 1975, la NBC emitió reposiciones de The Tonight Show Starring Johnny Carson en las noches de sábados y domingos, a la discreción de sus afiliados locales. Sin embargo, en 1974, Johnny Carson anunció que quería retirar estas reposiciones para que pudieran ser emitidos en días laborables, permitiéndole tomar un descanso.

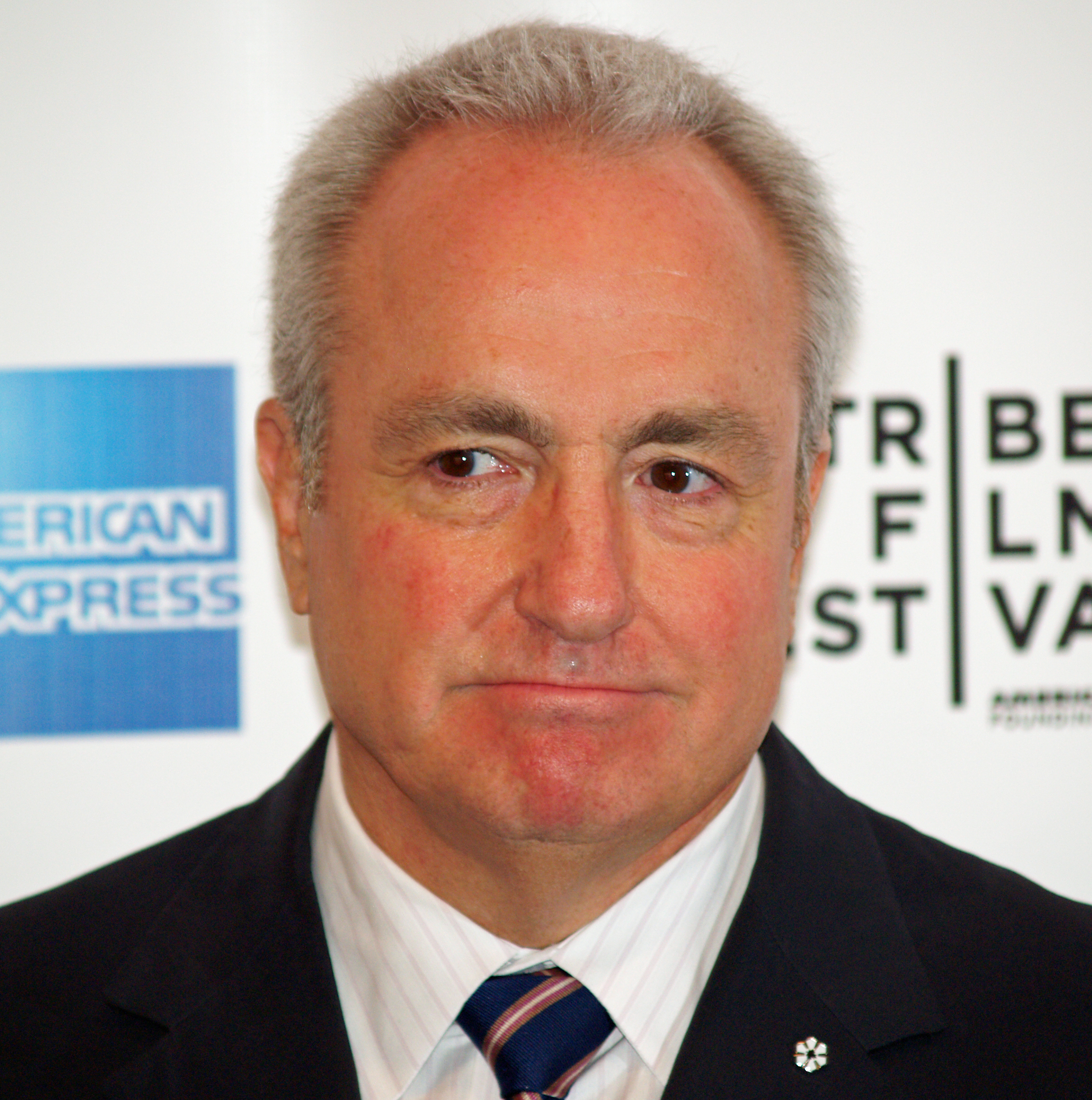
El creador de Saturday Night Live, Lorne Michaels, en abril de 2008.

El presidente de NBC, Herbert Schlosser, le pidió a su vicepresidente de programación nocturna, Dick Ebersol, en 1974, crear un programa para llenar el intervalo de tiempo para las noches de los sábados. Schlosser y Ebersol luego acercaron a Lorne Michaels, queriendo crear un programa de variedades que empujaría los límites con su estilo vanguardista del humor. Ebersol sabía que Michaels fue capaz de crear un programa porque había trabajado en Rowan & Martin's Laugh-In.

### Primera era (1975–1980)
El programa fue estrenado el 11 de octubre de 1975, y fue originalmente titulado como NBC's Saturday Night, porque el título actual estaba siendo usado por la American Broadcasting Company (ABC), uno de los rivales de la cadena, como el título de un programa de formato similar, con presentación de Howard Cosell. La NBC compró los derechos al nombre en 1976, oficialmente adoptando el título nuevo el 26 de marzo de 1977.
El programa fue un éxito instantáneo tras su debut, y como resultado, los miembros del repertorio repentinamente llegaron a ser famosos. El repertorio original era conocido como "The Not Ready for Prime-Time Players," que significa "La Compañía No Apta para las Horas de Máxima Audiencia." Los primeros miembros del reparto incluyeron algunos antiguos integrantes de The Second City (Dan Aykroyd, John Belushi, y Gilda Radner) y de los "Lemmings" de National Lampoon (Chevy Chase, Jane Curtin, Laraine Newman y Garrett Morris). También se presentaban cortometrajes de Albert Brooks y segmentos con personajes adultos y abstractos de los Muppets de Jim Henson.
En 1976, durante la segunda temporada, se unió Bill Murray en lugar de Chevy Chase. Después de la cuarta temporada, Aykroyd y Belushi dejaron el programa. Durante la siguiente temporada, Michaels decidió dejar el programa y explorar otros caminos. La salida de Michaels llevó también a las resignaciones de la mayoría de los miembros del repertorio y del equipo.

### Segunda era (1980–1985)
A pesar de que SNL era todavía popular, Michaels pensó que su salida podría llevar a la cancelación del programa. Sin embargo, la NBC ya había planeado para reemplazarlo con Jean Doumanian, una productora asociada durante los primeros cinco temporadas. NBC quería construir un nuevo repertorio y continuar con el programa, dejando Doumanian con la totalidad del control creativo del programa. Después de revisiones, desastres y confusión detrás de las escenas, Doumanian fue despedida después de una sola temporada. Fue reemplazada por Dick Ebersol, quien había sido contratado originalmente con Michaels para crear el programa.
El primer episodio de esa era, llamado Saturday Night Live '80 en los créditos iniciales, se estrenó el 15 de noviembre de 1980, con un reparto totalmente nuevo: Eddie Murphy, Charles Rocket, Denny Dillon, Gilbert Gottfried, Gail Matthius, Joe Piscopo, y Ann Risley. Para 1984 entraron Jim Belushi, Julia Louis-Dreyfus, Billy Crystal, Martin Short, Christopher Guest, Rich Hall y Harry Shearer.

### Tercera era (1985–1990)
Michaels retornó al programa durante la temporada 1985-1986. Ningunos de los miembros del reparto anterior regresaron, obligando a Michaels a reconstruir el programa. En esa era, Michaels y su nuevo equipo contrataron a Randy Quaid, un nominado para el Academy Award que era conocido por su trabajo en The Last Detail y National Lampoon's Vacation; así como a incógnitas del momento, tales como Joan Cusack, Robert Downey Jr., Danitra Vance, Terry Sweeney, y Anthony Michael Hall (quien apareció con Quaid en National Lampoon's Vacation y protagonizó en The Breakfast Club ese mismo año; a la edad de 17 años, era el miembro más joven en la historia del reparto). Los entonces desconocidos comediantes incluyeron Dennis Miller y Damon Wayans y los comediantes de improvisación Nora Dunn y Jon Lovitz. Don Novello regresó con su personaje, el Padre Guido Sarducci. En 1987 ingresó Ben Stiller.
De todo el reparto, solo Dunn, Lovitz, y Miller regresaron para la temporada 1986-1987. Para la nueva temporada, Michaels retornó a su táctica original de reunir un ensemble fuerte de relativos desconocidos, liderados por Dana Carvey, Phil Hartman, Jan Hooks, Victoria Jackson, y Kevin Nealon. Como un resultado de esto, el programa experimentó mejoras en sus índices de audiencia y en su recepción crítica.

### Cuarta era (1990–1995)
La temporada 1990-1991 introdujo a una cantidad de actores que rápidamente se convirtieron en las estrellas del programa — Chris Farley, Mike Myers, Tim Meadows, Adam Sandler, Rob Schneider, David Spade y Julia Sweeney. El comediante notorio Chris Rock apareció en el programa durante 3 temporadas. Los personajes más memorables de este periodo incluyeron "Pat" de Sweeney, "Opera Man" y "Canteen Boy" de Sandler, "Matt Foley" de Farley, "El Richmeister" de Schneider, "Nat X" de Rock, "Abogado Cavernícola Descongelado" de Hartman, y el cáustico comentario de Spade durante el "Hollywood Minute." La popularidad de estos nuevos miembros del elenco minimizó el impacto de la salida de algunos actores como Jan Hooks y del mediador de Weekend Update Dennis Miller después de la temporada 1990-1991, y de Victoria Jackson después de la temporada 1991-1992.
Michaels agregó al reparto a Michael McKean y Chris Elliott. Ninguno los dos se sentía a gusto con el programa, y ambos lo dejaron al final de la temporada 1994-1995. Los comediantes Norm Macdonald y Janeane Garofalo unieron al reparto al inicio de la temporada 1994-1995, y Mark McKinney unió a mediados de la misma temporada, después del cierre de otro programa creado por Michaels, The Kids in the Hall. Sin embargo, cuando Garofalo llegó, Adam Sandler comenzó a gritarle por los comentarios que había hecho en su contra sobre su rutina cómica. Otras dos actrices del reparto se pusieron también en su contra (Ellen Cleghorne y Laura Kightlinger). Garofalo se hundió en la depresión y dejó el programa a mediados de la temporada, solo para ser remplazada por Molly Shannon.

### Quinta era (1995–2000)
La temporada 1995-1996 fue la última para David Spade, y el debut de un fuerte grupo de nuevos reclutas: Jim Breuer, Will Ferrell, Tracy Morgan, Darrell Hammond, David Koechner, Cheri Oteri, Nancy Walls, Chris Kattan, Colin Quinn y Molly Shannon. Ana Gasteyer se añadió al reparto durante la siguiente temporada. Jimmy Fallon, Chris Parnell, y Horatio Sanz entraron al reparto durante la temporada 1998-1999, y Rachel Dratch y Maya Rudolph entraron el siguiente año.

### Sexta era (2000–2005)
En 1999, Tina Fey se convirtió en la primera mujer en encabezar el equipo de guionistas del programa. El siguiente año, comenzó a actuar en los sketches, convirtiéndose en uno de los copresentadores de Weekend Update, junto con Jimmy Fallon. También durante esa era, los intérpretes Colin Quinn, Tim Meadows, Will Ferrell y Cheri Oteri dejaron el programa, y Horatio Sanz, Seth Meyers, Jeff Richards, Finesse Mitchell, y Kenan Thompson entraron al reparto. Amy Poehler ingresa en 2001, y Fred Armisen junto a Will Forte en 2002.
El programa experimentó un contratiempo tras los atentados del 11 de septiembre de 2001, significado por la aparición de Rudolph Giuliani, el alcalde de la Ciudad de Nueva York en ese momento, en el primer episodio de la temporada 27. Como resultado de eso, los comentarios políticos en el programa se redujeron. Con el tiempo, el programa dio más atención al humor político.

### Séptima era (2005–2010)
Saturday Night Live prometió cambios para la temporada 2005-2006, entre ellos comenzar transmisiones en alta definición. Lorne Michaels agregó a cuatro nuevos talentos: Andy Samberg, Bill Hader, Kristen Wiig, y Jason Sudeikis. Esta era también vio la salida de Rachel Dratch, Tina Fey, Horatio Sanz, Finesse Mitchell y Chris Parnell.

### Octava era (2010-2014)
La temporada de 2010-2011 comenzó con Amy Poehler como la presentadora y Lady Gaga invitada musical. En esa era, Will Forte y Jenny Slate dejaron el programa, y Taran Killam, Paul Brittain, Vanessa Bayer, y Jay Pharoah unieron al reparto como actores destacados.
La temporada 2011-2012, comenzó el 24 de septiembre de 2011, con Alec Baldwin e invitado musical Radiohead. En esta temporada salen Paul Brittain y entra Kate McKinnon. Esta es la última temporada para Kristen Wiig, Andy Samberg y Abby Elliott.
En la temporada 2012-2013, comenzó el 25 de septiembre de 2012, con Seth MacFarlane e invitado musical Frank Ocean. En esta temporada llegan los actores Aidy Bryant, Tim Robinson y Cecily Strong. También marca la salida de los actores, Bill Hader, Jason Sudeikis, Fred Armisen y Tim Robinson, este último quien ahora es escritor del programa.
En la temporada 2013-2014, comenzó el 28 de septiembre de 2013, con Tina Fey e invitado musical, Arcade Fire. En esta temporada marca la entrada de siete nuevos actores, Beck Bennett, John Milhiser, Kyle Mooney, Mike O'Brien, Noël Wells, Brooks Wheelan, Sasheer Zamata.
El 15 de septiembre de 2013, se dio a conocer que Cecily Strong, sería la nueva conductora de la sección “Weekend Update” debido a que en febrero de 2014, Seth Meyers será el nuevo conductor de Late Night, causado por la salida de Jimmy Fallon, en Late Nightpara conducir The Tonight Show Starring Jimmy Fallon.
Debido a la salida de Meyers, el puesto de "Weekend Update" fue ocupado por el jefe de guionistas Colin Jost, quien asumió el 1 de marzo.

### Novena era (2014-presente)
La temporada 40 de SNL comenzó el 27 de septiembre de 2014, con Chris Pratt, como conductor invitado, esta temporada trae varios cambios en su reparto, salieron, Nasim Pedrad (para unirse a una serie producida por Michaels), John Milhiser, Noël Wells y Brooks Wheelan, mientras que Mike O'Brien, se retiró del reparto para ser escritor del programa y Cecily Strong, salió de la sección Weekend Update, para participar de los sketches. También esta temporada se agregaron los actores, Michael Che, Pete Davidson y desde el episodio del 25 de octubre, Leslie Jones.
Además hubo cambios en la locución del programa, que ahora estará a cargo de Darrell Hammond.

## Producción

### Reparto
El reparto, conocido como "The Not Ready for Prime-Time Players" ("los intérpretes no preparados para el horario de máxima audiencia") al comienzo del programa (este término todavía se utiliza extraoficialmente de manera frecuente, y fue originalmente ideado para separarlos del apodo "Prime Time Players" para el reparto del programa anterior en ABC), consiste en un grupo de miembros establecidos y un grupo de miembros nuevos, con el segundo siendo llamado "The Featured Players" y teniendo el privilegio de graduar eventualmente al reparto regular. A continuación se muestra un listado del reparto actual:
| Repertorio Principal (temporada 2024-2025) - Michael Che (2014-presente) - Mikey Day (2016-presente) - Andrew Dismukes (2020-presente) - Chloe Fineman (2019-presente) - Heidi Gardner (2017-presente) - Marcello Hernandez (2022-presente) - James Austin Johnson (2021-presente) - Colin Jost (2013-presente) - Ego Nwodim (2018-presente) - Sarah Sherman (2021-presente) - Kenan Thompson (2003-presente) - Devon Walker (2022-presente) - Bowen Yang (2019-presente) | "Featured Players" - Ashley Padilla (2024-presente) - Emil Wakim (2024-presente) - Jane Wickline (2024-presente) |

Texto en negrita denota solamente presentadores de "Weekend Update."

### Locutores
Don Pardo fue el locutor de la serie cuando empezó, y ha actuado como locutor del programa para todas las temporadas a excepción de la séptima, cuando Mel Brandt y Bill Hanrahan llenaron ese papel. Desde su retiro de la NBC en 2004 hasta 2010, Pardo (quien tenía 57 años cuando el programa debutó) continuó volar desde su casa en Tucsón, Arizona, para presentar el programa.
Pardo anunció en 2010 que para la temporada 36, a los 92 años, pregrabaría sus papeles desde su casa en Arizona, en lugar de actuar en vivo en la ciudad de Nueva York.
En agosto de 2014, fallece a los 96 años, Don Pardo, la locución será reemplazada por Darrell Hammond.

### The Saturday Night Live Band
"The Saturday Night Live Band," también conocido como "The Live Band," es la banda oficial del programa. Howard Shore, un compositor quien ganó el Premio Óscar, sirvió como el primer director musical desde 1975 hasta 1980, apareciendo en muchos sketches musicales, incluyendo "Howard Shore and His All-Nurse Band" y (apoyando un coro de la Guardia Costera de Estados Unidos) "Howard Shore and the Shore Patrol." Durante los años, la banda ha contado con varios músicos de Nueva York, incluyendo Paul Shaffer (1975-1980), Lou Marini (1975-1983), David Sanborn (1975), Michael Brecker (a principios de 1980), Ray Chew (1980-1983), Alan Rubin (1975-1983), Georg Wadenius (1979-1985), Steve Ferrone (1985), David Johansen (actuando como "Buster Poindexter"), Tom Malone (quien asumió el cargo como director musical desde 1981 hasta 1985), y G. E. Smith (director musical desde 1985 hasta 1995). La banda está actualmente dirigida por Lenny Pickett, un alumno de Tower of Power, con Leon Pendarvis y Katreese Barnes como teclistas. El número de músicos ha variado a lo largo de los años, pero la instrumentación básica ha consistido en tres saxofones, un trombón, una trompeta, y una sección rítmica (que cuenta con dos teclados, una guitarra, bajo, tambores, y un percusionista extra). Las temporadas de 1983-1984 y 1984-1985 contaron con la más pequeña banda, un combo de seis piezas. La banda toca instrumentales que entran y salen de los descansos; los afiliados que emiten ningún tipo de publicidad durante estos intervalos escuchen canciones completas tocadas por la banda detrás de un gráfico de Saturday Night Live hasta que el programa resume.

### Presentadores e invitados musicales
Un episodio típico de Saturday Night Live contará con un solo presentador, quien ofrece el monólogo introductorio y actúa en sketches con el reparto, y un solo invitado musical, quien ocasionalmente presentará dos o tres números musicales. En algunos casos, el invitado musical será también el presentador, llenando los dos deberes. Se ha convertido en costumbre que el presentador de la serie acabe el monólogo introductorio presentando los invitados musicales para la noche. George Carlin fue el primer presentador del programa, y Candice Bergen fue la primera mujer en presentar el programa unas pocas semanas más tarde. Los clientes que han presentado cinco o más episodios se refieren a veces como pertenecientes al "Five-Timers Club," un término que se originó en un sketch que apareció en el quinto episodio de Tom Hanks.

## Personajes memorables
A lo largo de la historia de Saturday Night Live, el programa ha contado con muchos personajes en sus sketches. El siguiente es un listado que comprende algunos de los más memorables.
- "Baba Wawa," una imitación de la periodista Barbara Walters. Interpretada por Gilda Radner durante los años 1970.
- "The Blues Brothers," una banda revivalista especializada en música de blues y soul. Fundada en 1978 por John Belushi y Dan Aykroyd, quienes interpretaron el vocalista "Joliet" Jake Blues y el armonicista Elwood Blues, respectivamente.
- Los Coneheads, una familia alienígena nativa del planeta Remulak. Sus miembros fueron interpretados por Dan Aykroyd, Jane Curtin, y Laraine Newman.
- Debbie Downer, quien aparece en encuentros sociales, frecuentemente con malas noticias y comentarios negativos que reducen el estado de ánimo de todos a su alrededor. Interpretada por Rachel Dratch en los años 2000.
- "Dieter," el presentador de un programa de entrevistas llamado Sprockets. Interpretado por Mike Myers durante las décadas de 1980 y 1990.
- Wayne's World, un sketch acerca de dos adolescentes con un show de televisión en vivo, donde aparecían videos musicales y tenía a estrellas de rock como invitados especiales, como Mick Jagger y Aerosmith. Los personajes fueron interpretados por Dana Carvey y Mike Myers.
- Emily Litella, una anciana que apareció en el segmento de opinión de Weekend Update, un sketch que parodia los noticieros. Interpretada por Gilda Radner durante los primeros años del programa.
- "Eugene," un cocinero muy escrupuloso que no tolera estar en la presencia de nada desordenado o sucio. Interpretado por Phil Hartman en 1989 y 1990.
- "Hans and Franz," un dúo de atletas austriacos musculosos. Interpretados por Dana Carvey y Kevin Nealon, respectivamente.
- "Hanukkah Harry," una variación en la imagen moderna de Papá Noel. Interpretado por Jon Lovitz.
- Judy Grimes, una experta en viaje de Weekend Update, reconocible por su nerviosa forma de hablar. Interpretada por Kristen Wiig.
- "Keyrock," también conocido como "El Abogado Cavernícola Descongelado" ("The Unfrozen Caveman Lawyer" en inglés). Interpretado por Phil Hartman desde 1991 hasta 1996.
- Leonard Pinth-Garnell, un lúgubre que introdujo actuaciones de "Bad Conceptual Theater" ("Teatro Malo Conceptual") y sketches relacionados durante los años 1970. Interpretado por Dan Aykroyd.
- Mary Katherine Gallagher, una adolescente que asiste a una escuela católica. Interpretada por Molly Shannon desde 1994 hasta 2001.
- Master Thespian, un actor ególatra y despiadadamente ambicioso que frecuentemente suscitó la simpatía de otros personajes. Interpretado por Jon Lovitz desde 1985 hasta 1989.
- Matt Foley, un instructor motivacional. Interpretado por Chris Farley durante los años 1990.
- Opera Man, que cantó chistes sobre la actualidad y las celebridades en un estilo similar a la ópera. Interpretado por Adam Sandler durante los años 1990.
- "Penelope," una neurótica que siempre quiere ser mejor que todos. Interpretada por Kristen Wiig.
- Roseanne Roseannadanna, quien como Emily Litella fue contratada para dar respuestas editoriales a problemas actuales, pero a diferencia de Litella fue muy explosiva en su personalidad. Interpretada por Gilda Radner durante el período temprano del programa.
- El Samurái Futaba, que fue ubicado en varios sitios y períodos en el transcurso de sus sketches, a menudo en lugares generalmente inapropiados para un samurái. Interpretado por John Belushi en los primeros años del programa.
- Stuart Smalley, el presentador de un programa de esfuerzo personal llamado "Daily Affirmation with Stuart Smalley." Interpretado por Al Franken en los años 1990.
- Sue, una chica que no puede controlar su excitación sobre sorpresas secretas. Interpretada por Kristen Wiig.
- Velvet Jones, un chulo quien vendió libros de romance publicados por Harlequin Enterprises. Interpretado por Eddie Murphy durante la séptima temporada.

- Stefon interpretado por Bill Hader, es un corresponsal introducido por Seth Meyers, el cual le pide recomendaciones para los visitantes de Nueva York. Los lugares que recomienda Stefon suelen ser los más extraños, concurridós por personajes incoherentes o bizarros.

## Medios de producción

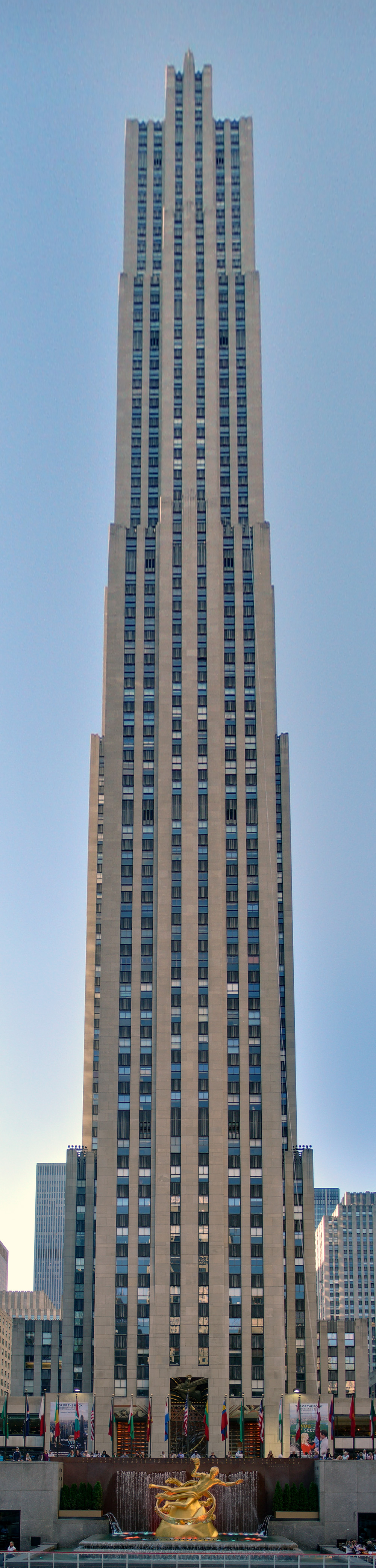
Edificio GE (30 Rockefeller Plaza, or "30 Rock"), donde el programa se graba

### Estudio
Desde sus inicios, Saturday Night Live ha sido emitido desde el Estudio 8H, ubicado en los pisos 8 y 9 del Edificio GE (30 Rockefeller Plaza, o "30 Rock"). Debido al hecho que el estudio original fue un escenario de sonido radiofónico para Arturo Toscanini y la Orquesta Sinfónica de la NBC, los diseños del piso de estudio y del posicionamiento de la audiencia cause que algunos miembros del audiencia tienen una vista obstruida de muchos de los sketches. Según la NBC, el Estudio 8H tiene un acústica casi perfecto. Las oficinas de los guionistas, productores, y otros miembros del personal del programa se puede encuentran en el piso 17 de "30 Rock."
Durante la pausa de grabación en el verano de 2005, los equipos comenzaron sus renovaciones en el Estudio 8H. Con el estreno de su temporada 31.º en octubre de 2005, el programa comenzó a transmitir en televisión de alta definición, y desde entonces, el programa ha aparecido con un letterbox en las pantallas de televisores convencionales.
Tres de los cuatro primeros conciertos de la temporada 1976-1977 fueron grabados en la ubicación antigua de los NBC Studios en Brooklyn, debido a que NBC News fue utilizando el Estudio 8H para su cobertura de las elecciones presidenciales.
Mary Ellen Matthews—la fotógrafa quien está responsable por tomar retratos de las celebridades que aparecen en SNL, y usarlos en parachoques comerciales para el programa—generalmente toma fotografías del presentador invitado del programa en el estudio mientras el invitado musical práctica sus canciones.

### Posproducción
Con instalaciones interiores ubicados en los pisos 8 y 17 de Rockefeller Plaza, deberes de posproducción en transmisiones de Saturday Night Live incluyen la mezcla de elementos de audio y video por el "Senior Audio Mixer" ("Mezclador Superior de Audio"), junto con señales adicionales de audio que consisten de música, efectos de sonido, orquestraciones de música, y pregrabaciones de voces en off. Todas las fuentes se almacenan digitalmente, con episodios capturados y separados en distintos elementos a los fines de reorganización para repeticiones futuras y sindicación. El sistema de seguimiento de producción fue migrado totalmente del sistema de grabación analógico al sistema digital en 1998, y como resultado, los episodios típicamente requieren 1.5 terabytes de almacenamiento, que consta de los elementos de audio y unos de los elementos visuales.
Elementos de Saturday Night Live que son pregrabados, tales como ciertas parodias de comerciales, los cortometrajes llamados los "SNL Digital Shorts," y los gráficos del programa, son procesados fuera del estudio, en las instalaciones de posproducción de Broadway Video.

### Filmación y fotografía
Las instalaciones de producción en el Estudio 8H se mantienen por NBC Production Services. Los equipos de videocámara incluyen cuarto cámaras Sony BVP CCD-700, y dos cámaras Sony BVP-750 CCD, ambos utilizando pedestales por Vinten. El GVG 4000-3 (un conmutador para componentes digitales de producción) y el GVG 7000 (un conmutador para componentes digitales de enrutamiento) se utilizan para enrutar imágenes visuales a la sala de control, con múltiples grabadoras de vídeo digital y analógico que se utilizan para almacenar imágenes. Los gráficos son proporcionados por el generador de caracteres Chyron! Infinit y el Quantel PictureBox. Las instalaciones de audio consisten en una consola digitalmente controlada para mezcla analógica, y una consola de mezclas digital fabricada por Yamaha que se utiliza para soporte de reproducciones de cinta y trabajo sobre utilidades de audio.
A partir de la temporada 35, la secuencia introductoria con el logotipo del título y la montaje apertura se han tomados con las cámaras digitales de Canon EOS 5D Mark II y Canon EOS 7D SLR. Los elementos típicos se graban a 30 imágenes por segundo, con las secuencias de moción lenta siendo rodadas en 60 imágenes por segundo, ambos completamente en alta definición en el modo de vídeo 1080p.

## Proceso de producción
El siguiente es un resumen del proceso utilizado para producir el programa. Está basado parcialmente en entrevistas con una de las guionistas y actrices anteriores de SNL, Tina Fey, en 2000 y 2004.
Lunes:
- El día comienza con un encuentro temático, identificando la historia más importante para la secuencia introductoria del programa.
- Esto es seguido por un encuentro de campo de forma libre con Lorne Michaels y el presentador del episodio de la semana. El nombre oficial es "The Host Meeting" ("El Encuentro del Presentador"), pero todos los guionistas y todos los miembros del reparto lo llaman "The Pitch Meeting" ("El Encuentro del Campo").
- A lo largo de la semana, el presentador tiene mucha influencia en los sketches que se emiten.

Martes:
- Entre las 21:00 del martes por la noche y las 7:00 del miércoles por la mañana, entre 40 y 50 guiones están escritos, la mayoría de los cuales no se emitirán.
- Cuando los guiones de un guionista se completan, el guionista frecuentemente ayuda a otros guionistas con sus guiones.
- Mientras tanto, Lorne Michaels tiene otra "Pitch Meeting" con el invitado musical y discute cuales de sus canciones actuales, frecuentemente dos, deben ser tocadas en el programa para su acto musical.

Miércoles:
- Todos los guiones son leídos minuciosamente por el reparto, los guionistas, los productores, Lorne Michaels, y el presentador de la semana. Esta lectura minuciosa normalmente se conduce en la tarde y dura alrededor de dos a tres horas.
- Después de la lectura minuciosa, el guionista principal y los productores se encuentran con el presentador para decidir qué sketches deben ser desarrollados por el resto de la semana, con Lorne Michaels y el presentador teniendo la decisión final.

Jueves:
- Los sketches supervivientes son revisados, palabra por palabra, por los guionistas como un todo o en dos grupos en el caso de los guionistas colaboradores.
- Algunos sketches que sobrevivieron al corte debido a su premisa, pero están en necesidad de trabajo, son reescritos por completo. Otros son cambiados en menor medida.
- El equipo de Weekend Update comienza a encontrarse, comenzando con las noticias escritas por los guionistas que se dedican toda la semana para el segmento.
- El equipo llega para el ensayo, y el acto musical se ensaya, así como algunos de los sketches más largos y más importantes.
- El presentador y el invitado musical, junto con algunos miembros del reparto, graban dos hasta cuatro promociones para emisiones en la NBC.

Viernes:
- El programa está sujetado a una didascalia.
- El guionista de cada sketch actúa como el productor, trabajando con los diseñadores de platós y los vestuarios.
- Una música especial se graba para el programa.

Sábado:

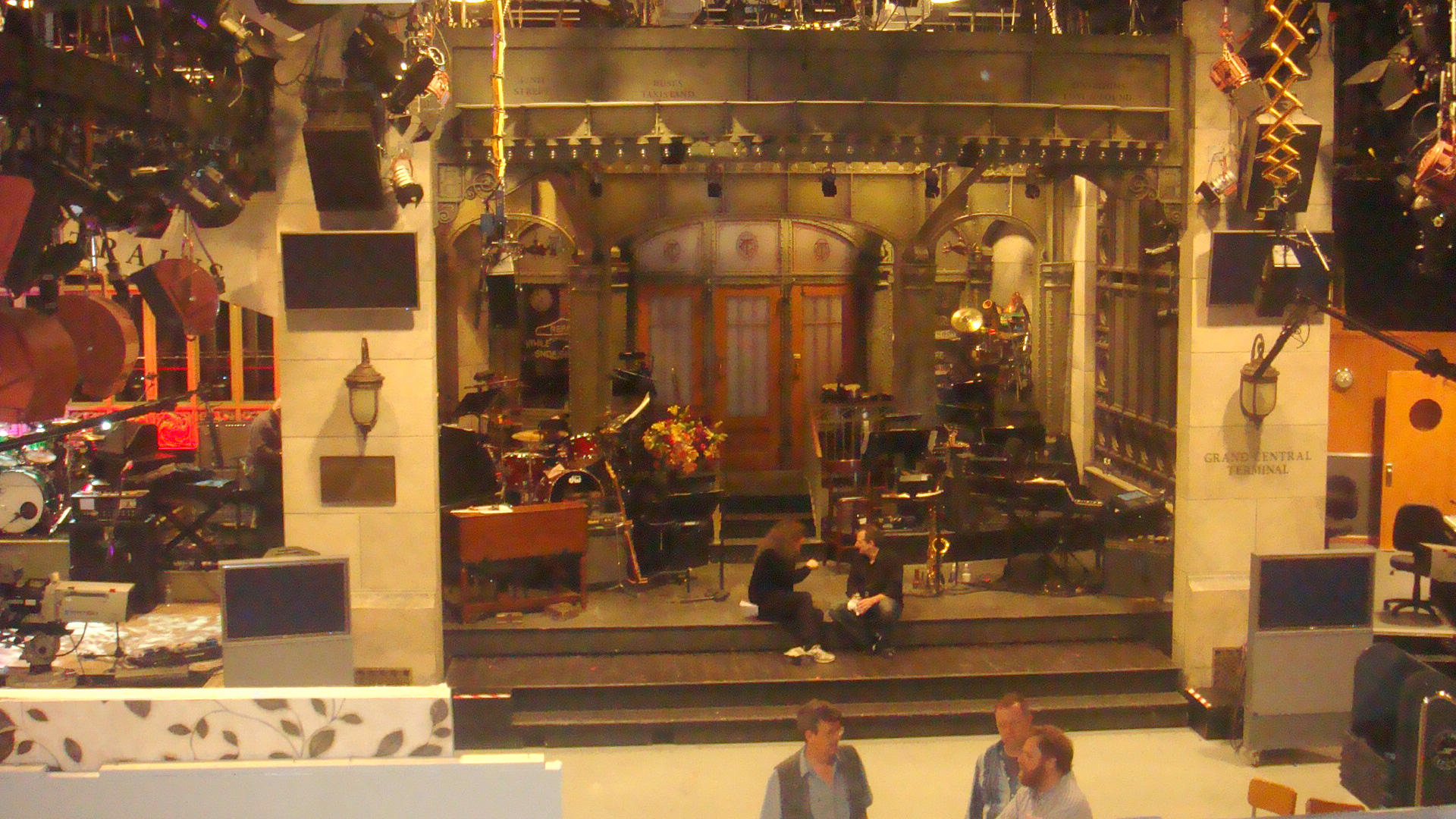
El escenario principal de SNL, como se ve durante los ensayos

- El "Saturday Night Live Band" hace un ensayo de media mañana.
- A las 13:00, con el programa aún lejos de completación, el día comienza con un repaso, con Lorne Michaels al frente.
- Esto es seguido por un ensayo realizado en frente de la audiencia en el estudio, que dura desde las 20:00 hasta las 22:00 (o más tarde) y contiene aproximadamente veinte minutos de material que será eliminado de la emisión final.
- Lorne Michaels utiliza observaciones personal de la reacción de la audiencia durante el ensayo general y la entrada por parte del presentador y del guionista principal para determinar los cambios finales, re-ordenando sketches como sea necesario.
- Después del ensayo general, Lorne tiene una reunión con los guionistas para discutir los últimos cambios y ofrece notas sobre los cambios que podrían hacerse para el programa en vivo. El reparto está informado sobre los sketches eliminados después del ensayo general y un resumen final de los sketches que serán presentados en vivo en un tablón de anuncios fuera de la oficina de Lorne Michaels.
- El programa comienza a las 23:29:30, horario de la costa este.[3]
- Después del programa viene la fiesta posterior que se encuentra en varios "puntos calientes" en Nueva York. Todos los involucrados en el programa, incluyendo el presentador y el invitado musical, se invitan con excepción de algunos intérpretes de fondo.

El estado del programa durante la semana se mantiene en un tablero de anuncios. Los sketches y otros segmentos se dan etiquetas que se colocan en tarjetas y se ponen en el tablero en el orden de sus actuaciones. La orden se basa en el contenido, así como las limitaciones de producción, tales como colocación de la cámara y la disponibilidad de actores. Segmentos que han sido cortadas se mantienen en el lado del tablero. Cuando se acerca la emisión, el guionista o productor frecuentemente descubre el destino de su segmento solo al consultar el tablero de anuncios.
Un informe de 60 minutos grabado en octubre de 2004 describió el frenesí intensa entre los guionistas que tiene lugar durante la semana previa a un programa, con encuentros abarrotados y largas horas. El informe especialmente señaló la participación de cualquier presentador invitado en el desarrollo y la selección de los sketches en los cuales aparecerán. Del mismo modo, ha existido un episodio de Biography en A&E Network que cubrió el proceso de producción, así como un episodio de TV Tales emitido por E! en 2002.

## Emisiones

### En vivo
El programa generalmente comienza a las 23:29:30, horario de la costa este, excepto en casos cuando ocurre un retraso. El programa se emite por una hora y media, terminando a la 01:00. Para el horario de la montaña y el horario del Pacífico, la NBC emite el programa pregrabado en vivo, generalmente sin edición, a pesar de los errores. Después del sketch introductoria, el programa siempre comienzo con las palabras: "Live, from New York, it's Saturday Night" ("En vivo, desde Nueva York, es sábado por la noche").
En España se emite el programa de la semana en versión original los sábados a las 22:00 en Movistar CineDoc&Roll, emite el programa pregrabado en vivo, generalmente sin edición, a pesar de los errores.

### Retrasos
- El programa fue obligado a llevar un retraso de cinco segundos en tres ocasiones, coincidiendo con episodios presentados por Richard Pryor, Sam Kinison, y Andrew Dice Clay.[cita requerida]
- El episodio que estaba preparado para ser emitido el 25 de octubre de 1986, contando con la presentación de Rosanna Arquette, no se emitió hasta el 8 de noviembre de ese año debido a que la NBC emitía el sexto partido de las Series Mundiales de 1986; el partido entró en entradas extra, causando que la difusión de ese episodio de SNL fuera cancelada. El programa fue grabado para la audiencia en el estudio a partir de las 01:30, horario de la costa este, y emitido dos semanas después con una "disculpa" por parte de Ron Darling, pitcher de los New York Mets. Darling explicó que los jugadores del equipo se habían sentido felices y muy emocionados ganando el partido, pero por supuesto todos se habían puesto muy tristes cuando en el vestuario les dijeron que habían sido la causa de la primera cancelación de la historia de SNL. El sketch se completaba con imágenes del resto del equipo cabizbajo y apesadumbrado.
- El episodio que estaba previsto para su emisión en el 10 de febrero de 2001, contando con la presentación de Jennifer Lopez, entró en el aire con 45 minutos de retraso debido a un partido de la desaparecida XFL. Ni a López ni al reparto se les dijo que se les estaba grabando.[26]
- Durante su última temporada, Eddie Murphy negoció grabar una serie de sketches adicionales en septiembre de 1983 que fueron emitidos en episodios donde él ya no estaba en el reparto. Su último episodio en vivo fue presentado por Edwin Newman el 25 de febrero de 1984.[27]
- El episodio emitido el 9 de enero de 2010, con Charles Barkley como anfitrión, se retrasó durante 36 minutos, cuando la cobertura de la NBC de un partido de playoff de la NFL entre los Philadelphia Eagles y los Dallas Cowboys fue prorrogada a causa de la duración del propio partido.
- Del mismo modo, el episodio emitido el 8 de enero de 2011, con Jim Carrey al frente, se retrasó durante 16 minutos debido a la transmisión de un partido entre los New York Jets y los Indianapolis Colts.

### Reposiciones
Reposiciones de SNL se emiten fuera de su secuencia de emisión original, generalmente determinada por cuáles episodios no se han repetido, pero tuvieron altas calificaciones o aclamaciones para sus emisiones en vivo. Programas generalmente se emiten dos veces durante una temporada particular, pero frecuentemente los episodios de mayor audiencia de la temporada tienen una segunda emisión hacia el final de la temporada inactiva, o episodios serán repetidos una segunda o tercera vez, para coincidir con un nuevo evento conectado con la persona quien lo presentó. Por ejemplo, el episodio de Natalie Portman que se emitió en marzo de 2006 para promover la película V de Vendetta se repitió el 5 de agosto de 2006, antes del lanzamiento en DVD de la película en el 8 de agosto del mismo año. Del mismo modo, un episodio presentado por Jeff Gordon se reemitió tras la cobertura de la NBC de 400 Millas de Daytona.
NBC y Broadway Video son titulares de los derechos subyacentes, mientras que los derechos de autor de cada episodio del programa hasta ahora son propiedad exclusiva de la NBC. Desde 1990 hasta 2004, Comedy Central y de su predecesor Ha! retransmitieron reposiciones de la serie, después de lo cual la cadena de entretenimiento de televisión por cable E! firmó un acuerdo para las repeticiones. Versiones abreviadas con treinta y sesenta minutos de las primeras cinco temporadas fueron emitidos como "The Best of Saturday Night Live" en sindicación a principios de la década de 1980, y más tarde en Nick at Nite en 1988. En septiembre de 2010, las reposiciones de la mayoría de los episodios posteriores a 1998 se inició al aire en VH1.

### Compilaciones
Ocasionalmente, SNL emite programas de compilación. Tales programas contarán con sketches seleccionados de la temporada anterior, de un miembro particular del reparto o de varios presentadores en tiempo, o centradas en un tema particular (por ejemplo, Halloween o Navidad). Sketches políticos son típicamente sacrificadas para un especial en años de elecciones presidenciales; el especial de 2000 fue notable por haber apariciones autocríticas (aunque separadas) de los candidatos George W. Bush y Al Gore. Durante la campaña presidencial del 2008, Hillary Rodham Clinton, Mike Huckabee, John McCain, Barack Obama, Rudolph Giuliani, y Sarah Palin hicieron apariciones en el programa.

### Sketches reemplazados o alterados
Las repeticiones no son siempre idénticas a las emisiones originales.
Sketches exitosos que se emiten más adelante en el episodio durante la emisión original puede ser reeditados para aparecer antes. En los primeros años de la historia del programa, repeticiones frecuentemente reemplazaron sketches más débiles con segmentos de otros episodios, generalmente de los episodios que no tuvieron una repetición en absoluto.
Actos controvertidos por el presentador o un invitado musical puede ser alterados o eliminados.
- Una porción del monólogo de Martin Lawrence en el episodio emitido el 19 de febrero de 1994, que se refería a la higiene femenina, se ha eliminado de todas las repeticiones, reemplazada por una voz en off e intertítulos que indica que la porción extirpada "...fue una presentación clara y vivaz, y nos costó a casi todos nuestros puestos de trabajo."[30]
- Una actuación en vivo de Sinéad O'Connor en el 3 de octubre de 1992, durante la cual rompió una fotografía del Papa Juan Pablo II, fue sustituido por su actuación en el ensayo general a partir de esa misma tarde en la que sostiene una foto de un niño balcánico con muertos de hambre.[31]
- Cuando Sam Kinison pronunció un monólogo cómico en 1986, la NBC retiró su petición para la legalización de la marihuana de las emisiones en la costa oeste y todos las emisiones posteriores.
- La canción "Bulls on Parade" fue actuado por Rage Against the Machine en abril de 1996. Su rendimiento previsto de dos canciones se redujo a una sola canción cuando la banda intentó colgar banderas invertidas de Estados Unidos desde sus amplificadores ("una señal de angustia o gran peligro"), como una protesta contra la presencia del candidato presidencial republicano Steve Forbes como el presentador invitado en el programa esa noche.

Ocasionalmente, sketches realizados originalmente en el ensayo general (que se grabe como un apoyo) han sustituido a la versión en vivo de las reposiciones debido a errores (ya sea errores técnicos o errores causados por los actores) en la emisión en vivo. Ejemplos han incluidos:
- En 2009, durante el estreno de la temporada 35, Jenny Slate apareció en un sketch "Biker Babe" en lo cual ella, su coestrella Kristen Wiig, y la presentadora Megan Fox utilizaron la palabra "frickin'" ("maldito") repetidamente. Slate accidentalmente dijo en su lugar "fuckin'" (que también puede significar "maldito"), pareciendo ser soprendida al darse cuenta de lo que acaba de decir. La palabra "fuckin'" fue sobredoblada con "frickin'" para las repeticiones subsiguientes.[32]
- Un sketch de Peter Sarsgaard de su apariencia en el 21 de enero de 2006, involucrando un noticiero falso de Rachel Dratch, tuvo dificultades técnicas durante su transmisión en vivo cuando el televisor en el sketch dejó de funcionar y un tramoyista se observó fijándolo.
- Un sketch que involucró "butt pregnancy" ("embarazo de tope") durante la primera emisión del episodio emitido el 12 de noviembre de 2005, con presentación de Jason Lee, fue reemplazado por un sketch musical sobre comida de cafetería durante la repetición.[33]
- Un sketch de Debbie Downer con Ben Affleck fue retirado de reposiciones y más tarde fue reemplazado por la versión en el ensayo general. En este caso, la sustitución se referencia por una tarjeta de título, que explicó que la versión del ensayo fue mejor.
- En 1980, Paul Shaffer se convirtió en la primera persona en utilizar la palabra "fucking" ("maldito") en el programa.[34] SNL parodió las cintas de The Troggs en un sketch musical con tema medieval que contó con la actuación de Shaffer, Bill Murray, Harry Shearer, y un invitado especial, John Belushi. A mediados de una diatriba larga que utilizó numerosas repeticiones de la palabra "flogging" ("flagelación"), Shaffer inadvertidamente dijo "maldito" en su lugar. Esto no fue eliminado por los censores durante las emisiones originales, y reapareció en la repetición de este episodio en el verano, así como en las versiones sindicalizadas del programa.

## Productos derivados

### DVD
En la actualidad, Universal Studios Home Entertainment y Lions Gate Entertainment son los titulares de los derechos de vídeo para la serie. Universal ha estrenado conjuntos completos en DVD para las primeras pocas temporadas, mientras que la cuota de Lions Gate de los derechos son el resultado de contratos anteriores con la cadena NBC golpeados antes de la fusión en NBC Universal. La mayoría de los DVD de SNL lanzados por Lions Gate son compilaciones con títulos comenzando con "Best Of...".

### Libros
El primer libro autorizado para la serie fue publicada por Avon Books en 1977. Saturday Night Live (ISBN 0-380-01801-2) fue editado por Anne Beatts y John Head, con la fotografía de Edie Baskin; los tres trabajaron para Saturday Night Live en el momento de la publicación del libro. El bolsillo de gran tamaño incluyó los guiones de varios sketches por el repertorio original, conocido en ese momento como "The Not Ready for Prime-Time Players".
En 1994, el segundo libro sobre SNL fue publicada, llamado Saturday Night Live: The First Twenty Years (ISBN 0-395-75284-1). El libro fue escrito por Michael Cader. The First Twenty Years ofrece información sobre el reparto, los personajes, y momentos notables visto en el programa hasta 1994.
Otro libro sobre la serie fue publicada en 2002. Se llama Live From New York: An Uncensored History of Saturday Night Live, as Told by Its Stars, Writers, and Guests (ISBN 0-316-73565-5). El libro fue escrito por Tom Shales y James Andrew Miller. El libro consta de entrevistas (conducidas por los autores) con las personas que han trabajado en el programa. Las entrevistas revelan experiencias personales de lo que sucedió detrás del escenario y las dificultades en la producción de cada episodio semanal del programa.
Otros libros notables sobre SNL incluyen: Saturday Night: A Backstage History of Saturday Night Live (ISBN 0-688-05099-9), un libro sobre el trabajo que ocurrió detrás de las escenas en los primeros diez temporadas; y Gasping for Airtime: Two Years in the Trenches of Saturday Night Live (ISBN 1-4013-0801-5), que detalló las luchas de Jay Mohr durante sus dos temporadas en el programa.
En el 2015, y con motivo de su cuadragésimo aniversario, se editó un libro conmemorativo con la historia de SNL en fotos y con algunos testimonios escritos por quienes pasaron alguna vez por el programa.

## Películas basadas en sketches deSNL
Películas basadas en sketches de SNL se enumeran por debajo con sus fechas de lanzamiento, presupuestos brutos, y calificaciones por Rotten Tomatoes y Metacritic. El bruto es de Box Office Mojo. En Rotten Tomatoes, una puntuación del 60% o más alto indica la película es "fresca" (bien recibida); y en Metacritic, las puntuaciones de 81-100, 61-80, 40-60, 20-39, y 0-19 indican aclamación casi universal, críticas generalmente favorables, críticas mixtas, críticas malas, y aversión abrumadora, respectivamente.
| Película                | Fecha de lanzamiento    | Presupuesto | Gruesa mundial | Calificación por Rotten Tomatoes | Calificación por Metacritic | Distribuidor        |
| The Blues Brothers      | 20 de junio de 1980     | $27.000.000 | $115.229.890   | 84%                              | -                           | Universal Studios   |
| Wayne's World           | 14 de febrero de 1992   | $20.000.000 | $183.097.323   | 83%                              | 53                          | Paramount Pictures  |
| Wayne's World 2         | 10 de diciembre de 1993 | $40.000.000 | $48.197.805    | 59%                              | -                           | Paramount Pictures  |
| Coneheads               | 23 de julio de 1993     | N/A         | $21.274.717    | 27%                              | -                           | Paramount Pictures  |
| It's Pat                | 26 de agosto de 1994    | N/A         | $60.822        | 0%                               | -                           | Touchstone Pictures |
| Stuart Saves His Family | 14 de abril de 1995     | $15.000.000 | $912.082       | 29%                              | -                           | Paramount Pictures  |
| A Night at the Roxbury  | 2 de octubre de 1998    | $17.000.000 | $30.331.165    | 10%                              | 26                          | Paramount Pictures  |
| Blues Brothers 2000     | 6 de febrero de 1998    | $28.000.000 | $14.051.384    | 45%                              | -                           | Universal Pictures  |
| Superstar               | 8 de octubre de 1999    | $14.000.000 | $30.636.478    | 33%                              | 42                          | Paramount Pictures  |
| The Ladies Man          | 13 de octubre de 2000   | $24.000.000 | $13.616.610    | 11%                              | 22                          | Paramount Pictures  |
| MacGruber               | 21 de mayo de 2010      | $10.000.000 | $9.259.314     | 47%                              | 43                          | Universal Studios   |

Los primeros días de SNL dieron lugar a varias películas, incluyendo Mr. Mike's Mondo Video (1979), Gilda Live (1980), Mr. Bill's Real Life Adventures (1986), y posiblemente la más exitosa, The Blues Brothers (1980). Sin embargo, fue el éxito de Wayne's World (1992) que alentó a Lorne Michaels a producir más películas basados en varios personajes de sketches populares. Michaels revivió personajes de los años 1970 en Coneheads (1993), seguida por It's Pat (1994), Stuart Saves His Family (1995, con el personaje de Stuart Smalley), A Night at the Roxbury (1998, con los personajes de The Butabi Brothers); Superstar (1999, con la personaje de Mary Katherine Gallagher), y The Ladies Man (2000). Algunos hicieron relativamente bien, aunque no fue el caso para otros—sobre todo, It's Pat, que hizo tan mala en la taquilla que el estudio que hizo la película, Touchstone Pictures (propiedad de The Walt Disney Company, que también es propietaria de ABC, uno de los rivales de NBC), la retiró solo una semana después de su estreno, y Stuart Saves His Family, que perdió 15 millones de dólares estadounidenses. Muchas de estas películas fueron producidas por Paramount Pictures. Las películas basadas en The Blues Brothers fueron producidos por Universal Studios, que fusionó con NBC en 2004 para formar NBC Universal (Universal también posee con Paramount una empresa conjunta llamada "United International Pictures", intentada para la distribución internacional de películas de los dos estudios).
Además, Office Space (1999) originó a partir de una serie de cortometrajes animados por Mike Judge, que se emitieron en Saturday Night Live después de aparecer en varios otros programas.
El personaje titular de la película Bob Roberts, dirigida por Tim Robbins, apareció por primera vez en Saturday Night Live en un cortometraje sobre el cantante conservador de folk.
El grupo The Folksmen apareció por primera vez en Saturday Night Live, interpretando la canción "Old Place Joe" antes de que aparecieron más tarde en la película A Mighty Wind. Los tres miembros de The Folksmen eran los mismos tres comediantes: Harry Shearer, Michael McKean, y Christopher Guest, quienes también aparecieron en el mismo episodio como el grupo de rock Spinal Tap. En el momento de la aparición (durante la temporada 1984-1985), Shearer y Guest eran miembros del reparto.
El actor James Franco hizo un documental titulado Saturday Night, que detalla la proceso intenso que entra en la creación de un episodio.

## Elogios
Saturday Night Live ha ganado numerosos premios desde su debut, incluyendo 21 Premios Primetime Emmy, dos Premios Peabody, y tres Premios WGA. En 2009, recibió un total de 13 nominaciones de Premios Emmy para un total de 126, convirtiéndolo en el programa con la cantidad más larga de nominaciones para un Premio Emmy de cualquier programa en la historia de la televisión, un récord previamente establecido por el drama médico ER con 124.

## Críticas
En 2002, el programa fue honrado por TV Guide con el décimo puesto en su listado "The 50 Greatest TV Shows of All Time" ("Los 50 Mejores Programas de Televisión de Todos Los Tiempos"), y en 2007, fue listado por la revista Time como uno de los 100 mejores programas de televisión de todos los tiempos.

### Impacto electoral
SNL también ha tenido un efecto en las elecciones. Los votantes habían informado que sketches políticos que se mostraron en el programa habían influidos sus votaciones reales. Los medios de comunicación denominaron esto como "The SNL Effect". Esto efecto se observó durante las elecciones presidenciales de Estados Unidos de 2008, según Mike Dabadie. Dos tercios de los votantes quienes respondieron a una encuesta dijeron que habían visto una emisión de Saturday Night Live con contenido políticamente cargado, con un 10 por ciento diciendo que había hecho una diferencia en su decisión. Barack Obama fue el beneficiario de los contenidos políticos, con el 59 por ciento diciendo que votaron para el candidato demócrata; sin embargo, en la campaña presidencial demócrata, Hillary Rodham Clinton principalmente recibió un tratamiento más favorable que el de Barack Obama.

### Censuras
En algunos casos, un sketch fue censurado en reposiciones.
- En un sketch de "Wayne's World" emitido el 21 de noviembre de 1992, los personajes de Wayne y Garth (interpretado por Mike Myers y Dana Carvey, respectivamente) se burlaban de Chelsea Victoria Clinton (la hija de Bill Clinton, quien entonces era un candidato elegido para Presidente), implicando que Chelsea fue incapaz de causar a los hombres experimentan una erección. Esta broma fue editada posteriormente fuera de todas las repeticiones y retransmiciones sindicadas de este sketch.
- En 1998, un cortometraje animado de Robert Smigel, "Conspiracy Theory Rock", que fue un parte de un segmento de "TV Funhouse" emitido en marzo de 1998, se ha eliminado de todos las reposiciones posteriores del episodio de Saturday Night Live donde originalmente apareció. Michaels dijo que la edición se llevó a cabo porque "no era divertido". El cortometraje es una crítica feroz de la propiedad de los medios corporativos, incluyendo el hecho de que NBC es propiedad de General Electric y British Westinghouse.[51]

#### Incidentes sobre Sinéad O'Connor
Sinéad O'Connor fue planificada para ser el invitado musical en el episodio emitido el 12 de mayo de 1990. Andrew Dice Clay era el presentador, y O'Connor boicoteó el programa en protesta por su humor misógino, que obligó a los productores a encontrar sustitutos musicales. Nora Dunn también boicoteó el episodio de esa semana, y no se incluyó en el elenco del próximo año. Según se informa, Andrew Dice Clay fue abucheado durante el monólogo de apertura, y el monólogo en el ensayo se mostró en las repeticiones.
El 3 de octubre de 1992, Sinéad O'Connor apareció en Saturday Night Live como la invitada musical. Estaba cantando una versión a capela de la canción "War" de Bob Marley, la cual utilizó como una protesta por los casos de abuso sexual cometidos por miembros de la Iglesia católica, cambiando la lírica de "luchar contra la injusticia racial" a "luchar contra el abuso de niños." Luego presentó una foto del Papa Juan Pablo II a la cámara mientras cantando la palabra "mal," tras lo cual rompió la foto, diciendo: "Lucha contra el verdadero enemigo," y arrojó los pedazos hacia la cámara.
Saturday Night Live no tuvo conocimiento previo del plan de O'Connor. A partir de 2011, NBC todavía se niega a retransmitir la secuencia con la excepción de una entrevista con O'Connor en The Rachel Maddow Show en MSNBC, que se emitió el 24 de abril de 2010, cuando MSNBC completamente emitió el clip durante la entrevista. NBC reemplazó el incidente con imágenes del ensayo general en donde O'Connor sostiene una foto de un niño balcánico antes de retirarse del escenario. La versión del ensayo también se utilizó durante retransmisiones sindicadas (vistos en los canales Comedy Central y E! Entertainment Television). Sin embargo, el episodio original está disponible en cuatro volúmenes del especial en DVD Saturday Night Live: 25 Years of Music, con una introducción sobre el incidente por el creador y ejecutivo del programa, Lorne Michaels. Sin embargo, el 20 de febrero de 2011, el vídeo fue retransmitido en el especial de SNL "Backstage," que mostró juntas imágenes de un ensayo general y la actuación. En las dos actuaciones, dos fotos diferentes son sostenidas, uno donde O'Connor sostiene la imagen de un niño hambriento y el otro donde sostiene una foto del Papa —pero con un corte a los entrevistados durante el momento en el cual la foto fue destrozada—.

#### Incidente sobre Rage Against the Machine
El 13 de abril de 1996, la banda Rage Against the Machine fue invitada para interpretar dos canciones. El programa fue presentado esa noche por Steve Forbes, un multimillonario republicano y antiguo candidato para la presidencia de Estados Unidos. Según Tom Morello, guitarrista de RATM, "Rage Against the Machine quería estar en la contrataposición aguda a un multimillonario contando chistes y promotando su impuesto de tasa única al hacer nuestra propia declaración". Con este fin, la banda colgó dos banderas de Estados Unidos al revés en sus amplificadores. Segundos antes de llegar al escenario para interpretar "Bulls on Parade", SNL y NBC enviaron tramoyistas para eliminar las banderas. Luego de la eliminación de las banderas durante la primera actuación, la banda fue abordada por los funcionarios de SNL y NBC y se les ordenó salir inmediatamente del edificio. Al oír esto, el bajista Tim Commerford presuntamente irrumpió en el vestidor de Forbes, lanzando fragmentos de una de las banderas. Morello señaló que miembros del reparto y el equipo de Saturday Night Live, a quienes se negó a nombrar, "expresaron su solidaridad con nuestras acciones, y un sentimiento de vergüenza de que su programa había censurado la actuación".

#### Incidente sobre Ashlee Simpson
Ashlee Simpson, hermana menor de la estrella pop Jessica Simpson, apareció como la invitada musical el 23 de octubre de 2004, y, como es habitual en el formato del programa, estaba prevista para interpretar dos canciones. Su primera canción, "Pieces of Me," se llevó a cabo sin problemas. Sin embargo, cuando empezó su segunda canción, "Autobiography", las voces de la canción "Pieces of Me" se escucharon de nuevo, antes de que hubiera alzado el micrófono a su boca. Simpson comenzó a hacer un baile improvisado cuando se dio cuenta del error embarazoso, pero luego dejó el escenario. Durante el fin del programa, Simpson apareció con el presentador invitado, Jude Law, y dijo: "Lo siento mucho. Mi banda comenzó tocar la canción incorrecta, y yo no sabía qué hacer, así que pensé en hacer una contradanza".
El 25 de octubre del mismo año, Simpson llamó al programa de videos musicales Total Request Live y explicó que debido a complicaciones derivadas de un caso severo de reflujo gastroesofágico, que había sido visto molestándola en The Ashlee Simpson Show, había perdido completamente su voz y su médico la aconsejó que no podía cantar. Dijo que debido al reflujo, su padre le quería hacer usar una pista de guía vocal para la actuación. Simpson dijo sobre el incidente, "hice una tonta de mí misma". Según Simpson, el baterista pulsó el botón incorrecto, causando que la canción incorrecta fuese tocada.